# 芳妃
芳 妃（ほう ひ、乾隆15年9月24日（1750年9月24日） - 嘉慶6年8月13日（1801年8月13日））は、清の乾隆帝の側室。漢人の出身。姓は陳氏（のち陳佳氏）。揚州の平民陳廷綸の娘。

## 生涯
乾隆31年（1766年）、明常在に封じられ、乾隆帝の側室となる。
乾隆40年（1775年）、明貴人に封じられた。
乾隆41年（1776年）、明常在に戻されるが、すぐに明貴人に復帰する。
同年、夏の熱河巡幸の際に、体調を崩した順妃に付き添い、一足先に北京に戻された。
同年10月、自身に仕える宦官王成に自分の兄の邸宅に行くように命じたが、乾隆帝により拒絶された。
乾隆44年(1779年)、またも明常在に戻されるが、翌乾隆45年(1980年)の誕生日に明貴人に復帰する。
乾隆59年（1794年）、芳嬪に冊封された。
嘉慶3年（1798年）、嘉慶帝に譲位して太上皇となった乾隆帝により、芳妃に晋封される。
嘉慶6年（1801年）、逝去し、裕陵の妃園寢に葬された。

## 伝記資料
- 『清史稿』